# Molière (vonat)
A Molière egy nemzetközi vasúti járat volt, amely összekötötte a franciaországi Paris Gare du Nord pályaudvart a németországi Düsseldorf Hauptbahnhoffal, később pedig Dortmund Hauptbahnhoffal. Nevét Molière francia drámaíróról, rendezőről és színészről kapta, aki a modern komédia megteremtője volt. Kezdetben mint TEE, később pedig D-Zug, majd EuroCity járatként közlekedett.

## Története

### Trans Europ Express
A Molière a TEE Paris–Ruhr utódja volt a Párizs-Düsseldorf közötti szakaszon, ugyanazon az útvonalon és ugyanolyan menetrend szerint. A Paris–Ruhr név azonban már nem volt pontos, mert a Düsseldorf–Dortmund szakasz törlése 1971-ben azt jelentette, hogy a vonat már nem érte el a Ruhr-vidéket.
| TEE 40 | Ország        | Állomás       | km  | TEE 41 |
| ------ | ------------- | ------------- | --- | ------ |
| 06:55  | Németország   | Düsseldorf    | 0   | 23:11  |
| 07:21  | Németország   | Köln          | 40  | 22:44  |
| 08:04  | Németország   | Aachen        | 110 | 21:57  |
|        | Belgium       | Verviers      | 140 |        |
| 08:50  | Belgium       | Liège         | 165 | 21:10  |
| 09:32  | Belgium       | Namur         | 225 | 20:34  |
|        | Belgium       | Charleroi Sud | 262 |        |
| 10:29  | Franciaország | Maubeuge      | 304 | 19:36  |
| **:**  | Franciaország | St Quentin    | 379 |        |
| 12:10  | Franciaország | Paris Nord    | 533 | 17:55  |

1975. június 1-jén az útvonal tovább rövidült Kölnig, amelynek eredményeként a gazdaságosan optimális távolság 500 km volt. 1978. május 28-tól a Molière mindkét irányba érintette St. Quentint. 1978. október 1-jén a hétvégi járatokat megszüntették és 1979. május 26-án a Molière megtette utolsó útját a TEE márkanév alatt.

### D-train
1979. május 27-én a Molière-t két kocsiosztályú D-train járattá változtatták, ugyanazon menetrend szerint, mint amin a TEE járat közlekedett.  A D train az SNCF Corail személykocsijaiból állt. 1980-ban a vonatot InterCity-re változtatták az IC 430/431 vonatszámmal. 1983 májusában az útvonalat meghosszabbították Koppenhágáig, és alvó- és fekvőhelyes kocsikat is továbbított. Ez az éjszakai vonat a D 430/431 számú járat lett a København H - Naestved - Nykøbing - Rødby Færge - Puttgarden - Lübeck - Hamburg - Bréma - Osnabrück - Münster - Hamm - Dortmund - Bochum - Essen - Duisburg - Düsseldorf - Kölerv - Aachen Liège-G. - Namur - Charleroi-Sud - Maubeuge - St. Quentin - Párizs-Nord útvonalon. 1986 májusában az útvonal ismét Köln-Párizs irányába rövidült, így csak egy napos menetidővel.

### EuroCity
1987. május 31-én a Molière-t EuroCity kategóriába sorolták. Az EC szolgáltatásnak eredetileg az EC 40 és az EC 41 vonatszámot osztották ki, az északi végállomás pedig Düsseldorf helyett Dortmund lett. Az EuroCity menetrendje szerint a vonat egy trió része volt. Az EC Gustave Eiffel és az EC Parsifal együtt naponta három EC-szolgáltatást nyújtott mindkét irányban Párizs és a Ruhr-vidék között.
| EC 40 | Ország        | Állomás       | km | EC 41 |
| ----- | ------------- | ------------- | -- | ----- |
| 06:50 | Németország   | Dortmund Hbf  |    | 23:44 |
|       | Németország   | Bochum Hbf    |    |       |
|       | Németország   | Essen Hbf     |    |       |
|       | Németország   | Duisburg Hbf  |    |       |
|       | Németország   | Düsseldorf    |    |       |
|       | Németország   | Cologne       |    |       |
|       | Németország   | Aachen        |    |       |
|       | Belgium       | Verviers      |    |       |
|       | Belgium       | Liège         |    |       |
|       | Belgium       | Namur         |    |       |
|       | Belgium       | Charleroi Sud |    |       |
|       | Franciaország | Maubeuge      |    |       |
|       | Franciaország | St Quentin    |    |       |
| 13:40 | Franciaország | Paris Nord    |    | 16:47 |

1993. május 23-án a vonatot átszámozták EC 30/31-re. 1997. december 14-én a Molière-t felváltotta a Párizs-Köln között közlekedő név nélküli Thalys járat.